# Anoplognathus hirsutus
Anoplognathus hirsutus es una especie de escarabajo perteneciente al género Anoplognathus, de la familia Scarabaeidae, orden Coleoptera. Fue descrita por Burmeister en 1844.

## Distribución
Se distribuye por Australia, específicamente en el Territorio de la Capital Australiana, Nueva Gales del Sur, Queensland y Victoria, en cuencas hidrográficas y zonas costeras como la cuenca del Murray-Darling.

## Ecología
Los ejemplares adultos de esta especie son folívoros y habitan en diversos terrenos. La dieta de las larvas se compone básicamente de madera en descomposición, humus o también de diversidad de raíces de pasto.